# Micrasepalum eritrichoides
Micrasepalum eritrichoides är en måreväxtart som först beskrevs av Robert Wight och August Heinrich Rudolf Grisebach, och fick sitt nu gällande namn av Ignatz Urban. Micrasepalum eritrichoides ingår i släktet Micrasepalum och familjen måreväxter.
Artens utbredningsområde är Kuba. Inga underarter finns listade i Catalogue of Life.